# Bazarella neglecta
Bazarella neglecta és una espècie d'insecte dípter pertanyent a la família dels psicòdids que es troba a Europa: la Gran Bretanya, França, Alemanya, Dinamarca, Noruega i Àustria.